# Vila Lângaro

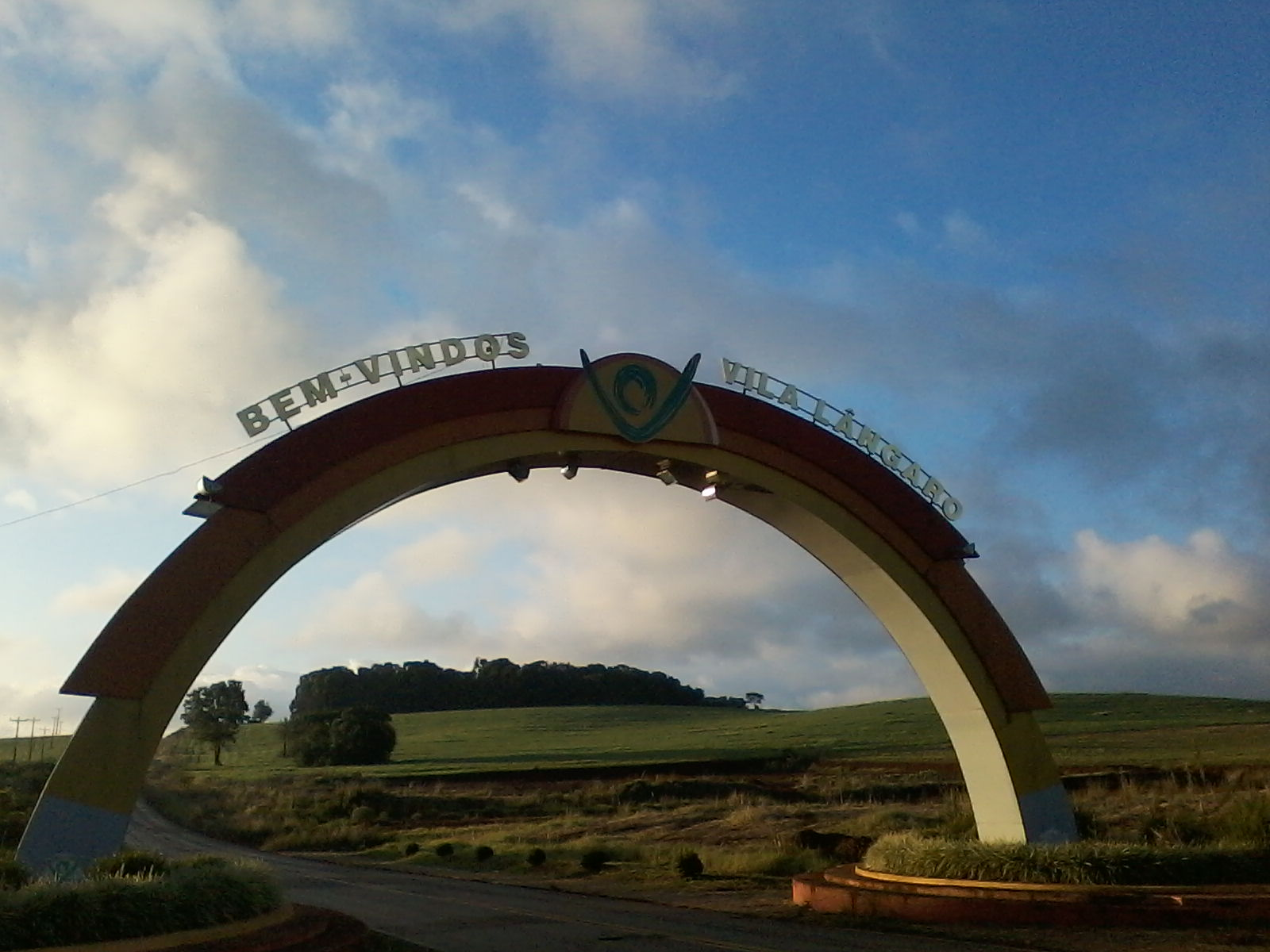
Pórtico a la entrada de Vila Lângaro

Vila Lângaro es un municipio brasileño del estado de Rio Grande do Sul.
Se encuentra ubicado a una latitud de 28º06'26" Sur y una longitud de 52º08'39" Oeste, estando a una altitud de 643 metros sobre el nivel del mar. Su población estimada para el año 2004 era de 2.284 habitantes.
Ocupa una superficie de 154,82 km².
- Datos: Q1785542
- Multimedia: Vila Lângaro / Q1785542